# Stagmomantis limbata
Stagmomantis limbata es una especie de mantis de la familia Mantidae.

## Distribución geográfica
Se encuentra en México, El Salvador, Venezuela. California y Arizona (Estados Unidos).